# 克萊爾莫爾

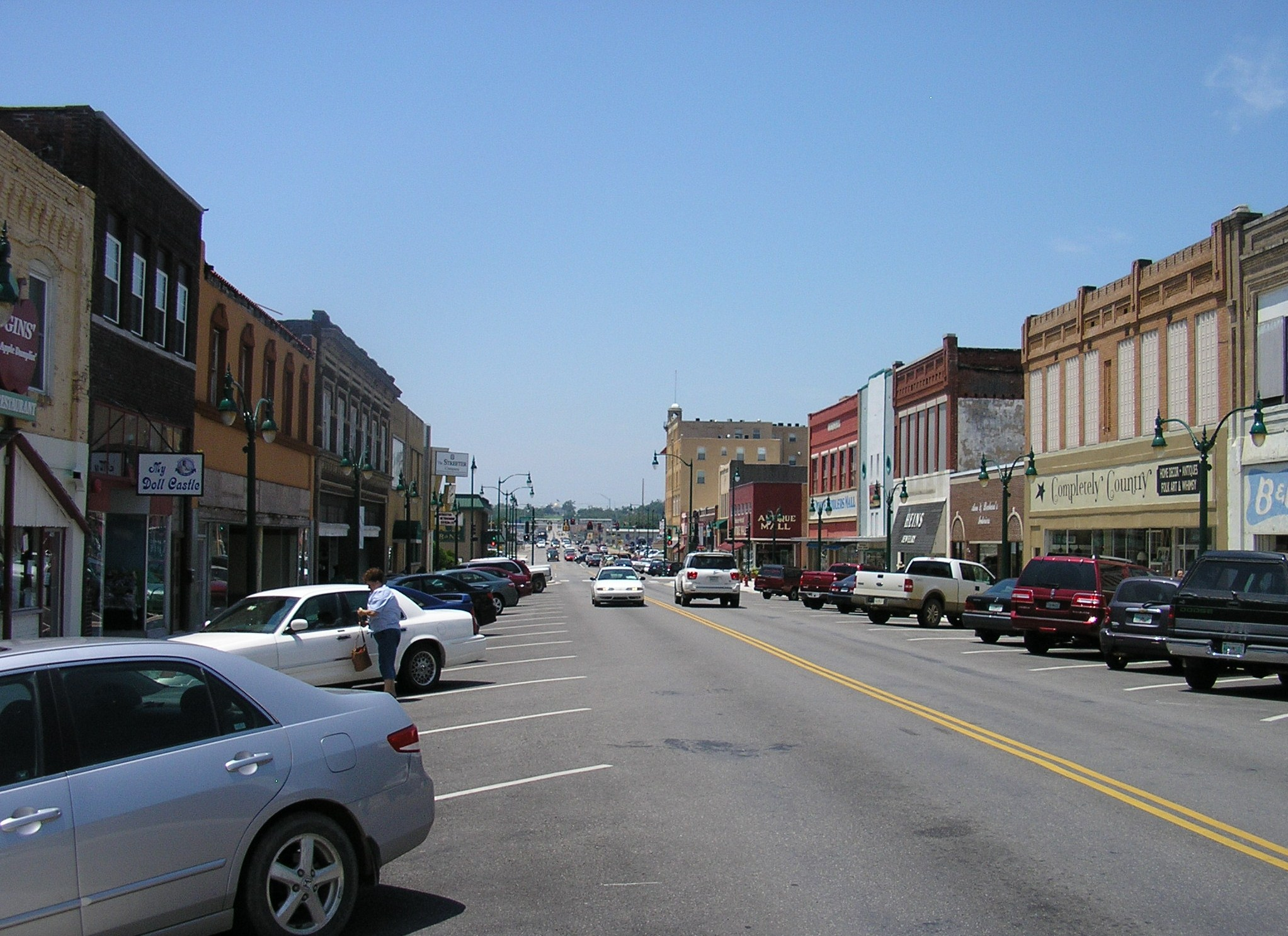
克萊爾莫爾

克萊爾莫爾（Claremore）位於美國奧克拉荷馬州羅傑斯縣，是該縣的縣治，人口19,580人。克萊爾莫爾座落於歐扎克高地邊緣，曾是奧塞奇族的居住地。羅傑斯州立大學位於此城。
1. ↑   (PDF). U.S. Census Bureau.   [November 22, 2013]. （原始内容存档 (PDF)于2014-01-09）.